# Torocca abdominalis
Torocca abdominalis är en tvåvingeart som beskrevs av Walker 1859. Torocca abdominalis ingår i släktet Torocca och familjen parasitflugor. Inga underarter finns listade i Catalogue of Life.